# 685 Hermia
Hermia è un asteroide della fascia principale del diametro medio di circa 10,95 km. Scoperto nel 1909, presenta un'orbita caratterizzata da un semiasse maggiore pari a 2,2360819 UA e da un'eccentricità di 0,1962487, inclinata di 3,64799° rispetto all'eclittica.
Stanti i suoi parametri orbitali, è considerato un membro della famiglia Flora di asteroidi.
L'origine del suo nome è sconosciuta.